# Трагедија на Хилсбороу
Трагедија на Хилсбороу је инцидент који се догодио 15. априла 1989. на стадиону Хилсборо у Шефилду, Енглеска. Током полуфиналне утакмице ФА купа између фудбалских клубова Ливерпула и Нотингем фореста, пренатрпаност трибина је проузроковала смрт 96 особа и повреде још 766 других. Одговорност за инцидент се од тада првенствено ставља на терет полиције што је дозволила да превише људи уђу на стадион. Трагедија на Хилсбору је најгора несрећа на стадионима у британској историји, и једна од најгорих светских фудбалских несрећа.
У то време, полуфинала ФА купа су се одржавала на неутралном терену. За сезону 1989, Фудбалски савез Енглеске је одабрао Хилсборо (домаћи терен фудбалског клуба Шефилд венсдеј) за сусрет Ливерпула и Нотингема. Као што је стандард у утакмицама енглеске домаће фудбалске лиге, навијачи супротстављених клуба су одвојени на стадиону. Навијачи Ливерпула су били издвојени на трибини Лепингс лејн. Улазак у Лепингс лејн био је могућ само преко малог броја оронулих обртних капија. То ограничење је довело до опасне пренатрпаности изван стадиона пре почетка утакмице. У покушају да ублажи притисак изван стадиона, главни надзорник Дејвид Дакенфилд, виши полицијски службеник одговоран за меч, је наредио да се отвори једна излазна капија. Отворена излазна капија је водила до тунела на ком је писало „стајаћа (трибина)", који је водио директно до две већ пренатрпане трибине. Претходних година, полиција је затварала тунел када су две централне трибине били испуњене. Међутим, овом приликом нико није пазио на тунел.
Прилив навијача који је уследио је довео до притискања, а неки навијачи су се пели преко ограде или су их подигле колеге навијачи на трибину изнад како би избегли притисак. Неколико тренутака после почетка меча, заштитна ограда се сломила, а навијачи су почели да падају једни преко других. Утакмице је заустављена после шест минута. Да би однели повређене, навијачи су рушили рекламне табле да би их користили као носила, а позване су и хитне службе да пруже помоћ. Од 96 које су погинули, само 14 је стигло до болнице.
Тејлоров извештај, званична истрага несреће из 1990, је закључила да је „главни разлог за катастрофу био неуспех полицијске контроле”.  Због налаза извештаја стајаће трибине су укинуте на свим већим фудбалским стадионима у Енглеској, Велсу и Шкотској, а високе ограде око терена су замењене са ниским безбедносним барикадама да би се омогућио упад на терен у случају нужде.